# Jon Howard
Jon Howard, właściwie Jonathan Michael Howard (ur. 27 kwietnia 1985 r. w Mechanicsburgu, Pensylwania, USA) – amerykański producent, gitarzysta, klawiszowiec, wokalista i autor tekstów. Od 2010 do 2016 r. wspierał podczas koncertów zespół Paramore.
W 2004 r., po ukończeniu szkoły średniej, Jon przeniósł się do Lancasteru w stanie Kalifornia i dołączył do zespołu Dizmas, należącego do wytwórni płytowej ForeFront Records. Grupa rozpadła się po wydaniu trzech albumów i zagraniu licznych koncertów. Na początku 2009 roku Jon znalazł się w Nashville w stanie Tennessee. Tam wstąpił w szeregi grupy Stellar Kart, w której grał do lata 2010 roku. Po opuszczeniu zespołu Jon zaczął pisać piosenki dla takich artystów, jak: Kutless (I'm Still Yours oraz Remember Me - obie piosenki zostały napisane wspólnie z Nickiem De Partee i znajdują się na wydanej w 2009 r. płycie "It Is Well"), Disciple oraz Addison Road.
Latem 2010 r. Jon dołączył do Paramore jako muzyk towarzyszący członkom grupy wyłącznie na koncertach - brzmienie zespołu wzbogacił grając na dodatkowej gitarze rytmicznej, instrumentach klawiszowych i perkusyjnych, a także śpiewając w chórkach. Ostatnie koncerty w "barwach" Paramore, Jon zagrał w marcu 2016 r., podczas drugiego w historii rejsu muzycznego pod nazwą "Parahoy! Cruise" (organizowanego także przez sam zespół). 
Ponadto, wspólnie z Kyle'em Rictorem, Jon założył grupę General Ghost, która 17 stycznia 2012 r. wydała swoją pierwszą EP-kę (Extended Play) zatytułowaną "Give Me To The Waves". Obecnie Jon zajmuje się m.in. produkcją muzyczną. Pracuje także w firmie AVVAY, której jest wspólzałożycielem (firma pomaga artystom z rozmaitych dziedzin znaleźć i wynająć przestrzeń potrzebną im do pracy).